# Лук переодетый
Лук переоде́тый (лат. Allium pervestitum) — вид травянистых растений рода Лук (Allium)
семейства Амариллисовые (Amaryllidaceae).

## Ботаническое описание
Многолетнее травянистое растение до 55 см высотой. Луковица яйцевидно-шаровидная, с желтовато-беловатыми, бумагоподобными оболочками. Стебель круглый, 2-5 мм диаметром.
Соцветие — пучкоподобный или полукруглый зонтик. Цветки зеленоватые. Околоцветник яйцевидно-колокольчиковидный, розовато-беловато-желтого цвета. Плод — широко-яйцевидная коробочка. Цветет в мае-июне, плодоносит в июле-августе. Размножается как семенами, так и вегетативно (луковицами).

## Экология и распространение
Ксерофит. Обитает на известковых склонах.
Встречается на Украине, в Крыму.

## Охранный статус
Занесен в Международную Красную Книгу, Красные книги Украины и Крыма.